# Marisa Abela
Marisa Abela, född 7 december 1996 i Brighton, East Sussex, är en brittisk skådespelare.
Abela har bland annat medverkat i TV-serien Industry. Hon har även medverkat i filmen Barbie och porträtterade Amy Winehouse i den biografiska filmen Back to Black.

## Filmografi (i urval)
- 2020–2022 – Industry (TV-serie)
- 2023 – Barbie
- 2024 – Back to Black
- 2025 – Black Bag